# Mecyclothorax aa
Mecyclothorax aa (лат.) — вид жуков-жужелиц рода Mecyclothorax из подсемейства Псидрины.

## Распространение
Встречаются на острове Гавайи, крупнейшем из группы Гавайских островов. Этот вид известен из трёх входов в систему пещер, по одному на Калоко Драйв на западном склоне Хуалалаи, в пещере Умии Ману на Пуу Вааваа и в пещере Strawberry Kipuka Cave возле Хумуула. Учитывая отсутствие вариаций, наблюдаемых среди особей этих популяций, биогеографическая гипотеза, включающая подземные связи между этими местами, по мнению автора описания кажется правдоподобной, хотя и фантастической.

## Описание
Мелкие жужелицы, длина около 5 мм (от 4,9 до 6,0 мм). Имеют редуцированные крылья и неспособны к полёту. Окраска тела бледная, светло-коричневая; глаза маленькие, покрывают менее половины глазных крышек, наибольший диаметр пересекает 12–13 омматидиев; переднеспинка сердцевидная, срединное основание гладкое, за исключением неглубоких продольных морщин у диска, сбоку могут быть видны несколько мелких точек; переднеспинка с нечёткой поперечно-ячеистой микроскульптурой, частично скрытой поперечными морщинами на кутикуле, надкрылья с отчётливой поперечно-ячеистой микроскульптурой. Уменьшенные сложные глаза и бледная кутикула согласуются с тем, что Mecyclothorax aa является троглобитным видом, а его популяция сосредоточена под землей.

## Таксономия и этимология
Вид был впервые описан в 2008 году американским колеоптерологом James Kenneth Liebherr (Cornell University, Итака, США). Видовой эпитет происходит от гавайского слова «‘а‘а», обозначающего грубую форму лавы, которая является геологическим субстратом, составляющим подземную среду обитания в типовой местности.